# Drukarka sieciowa
Drukarka sieciowa (ang. network printer) – drukarka posiadająca interfejs sieciowy, podłączona do sieci lokalnej, mogąca obsługiwać wiele komputerów co oznacza istotną oszczędność kosztów w środowisku biurowym.
Drukarki sieciowe są zazwyczaj modelami o wyższych parametrach niż zwykłe drukarki tzw. lokalne, podłączone do pojedynczego komputera, przede wszystkim o znacznie większej szybkości druku, pojemniejszych podajnikach (nawet do 3000 stron) i odbiornikach papieru. Często wyposaża się je w moduły "wykańczające" (finisher'y) nadające dokumentom profesjonalny wygląd, jak np. zszywacz (stapler), odbiornik wielotacowy (sorter), odbiornik z przesuwaniem poprzecznym wydruków (offset), inserter pozwalający wstawiać do dokumentu wcześniej wydrukowane tradycyjne strony czy zaginacz (folder) zginający strony 2, 3-krotnie do formatu kopert.